# Nati nel 1615
| Questa pagina contiene informazioni ricavate automaticamente dalle voci biografiche con l'ausilio del template Bio e di un bot. L'aggiornamento è periodico e automatico e ricostruisce completamente la pagina. Se manca una persona in questa lista, sei pregato di non aggiungerla, ma accertati piuttosto che la sua voce biografica contenga il template Bio e che i dati anagrafici siano correttamente compilati. Se il template Bio manca, inseriscilo tu stesso o, in alternativa, metti l'avviso {{tmp\|Bio}} che ne segnala la mancanza. Se i dati riportati sono sbagliati, correggi direttamente la voce biografica; le modifiche saranno visibili in questa lista entro pochi giorni. Per chiarimenti vedi il progetto biografie. La lista contiene solo le 86 persone che sono citate nell'enciclopedia e per le quali è stato implementato correttamente il template Bio. Pagina aggiornata al 31 ago 2024. |

## Gennaio(5)
- 11 gennaio - Caterina Carlotta del Palatinato-Zweibrücken, nobile († 1651)
- 17 gennaio - Virginio Orsini, cardinale e vescovo cattolico italiano († 1676)
- 25 gennaio - Govert Flinck, pittore olandese († 1660)
- 27 gennaio - Nicolas Fouquet, politico francese († 1680)
- 30 gennaio - Thomas Rolfe,  inglese († 1680)

## Febbraio(1)
- 18 febbraio - Maria Farnese, nobile († 1646)

## Marzo(9)
- 3 marzo - Cristina Margherita di Meclemburgo-Güstrow, principessa tedesca († 1666)
- 3 marzo - Francesco Megale, vescovo cattolico italiano († 1681)
- 10 marzo - Hans Ulrik Gyldenløve, diplomatico danese († 1645)
- 11 marzo - Giovanni Weikhard di Auersperg, nobile boemo († 1677)
- 13 marzo - Papa Innocenzo XII, papa, vescovo cattolico e cardinale italiano († 1700)
- 17 marzo - Gregorio Carafa, militare italiano († 1690)
- 22 marzo - Gabriello Brunelli, scultore italiano († 1682)
- 23 marzo - Ferrante Pallavicino, scrittore italiano († 1644)
- 25 marzo - Carlo Targa, giurista italiano († 1700)

## Maggio(1)
- 19 maggio - Giovanni Faustini, librettista e impresario teatrale italiano († 1651)

## Giugno(3)
- 4 giugno - Gaspard Dughet, pittore italiano († 1675)
- 6 giugno - Daniele Giustiniani, vescovo cattolico italiano († 1697)
- 23 giugno - Charles de Batz de Castelmore d'Artagnan, nobile e militare francese († 1673)

## Luglio(4)
- 15 luglio - Cesare Maria Antonio Rasponi, cardinale italiano († 1675)
- 22 luglio - Salvator Rosa, pittore, incisore e poeta italiano († 1673)
- 22 luglio - Margherita di Lorena, principessa († 1672)
- 28 luglio - Charles de Noyelle, gesuita belga († 1686)

## Agosto(1)
- 15 agosto - Maria I di Guisa, duchessa francese († 1688)

## Settembre(7)
- 12 settembre - Sofia di Assia-Kassel, nobildonna tedesca († 1670)
- 16 settembre - Sofia Margherita di Anhalt-Bernburg, nobile († 1673)
- 16 settembre - Heinrich Bach, musicista tedesco († 1692)
- 17 settembre - Samuel Sorbière, traduttore e filosofo francese († 1670)
- 20 settembre - Giovanni Adolfo I di Schwarzenberg, nobile († 1683)
- 20 settembre - Giambattista Spinola, cardinale e arcivescovo cattolico italiano († 1704)
- 28 settembre - Giberto III Borromeo, cardinale italiano († 1672)

## Ottobre(3)
- 8 ottobre - Ermanno Augusto di Brandeburgo-Bayreuth, nobile tedesco († 1651)
- 16 ottobre - Henry Basnage, avvocato francese († 1695)
- 27 ottobre - Cristiano I di Sassonia-Merseburg, duca († 1691)

## Novembre(6)
- 5 novembre - Ibrahim I, sultano ottomano († 1648)
- 7 novembre - Raimondo Capizucchi, cardinale italiano († 1691)
- 12 novembre - Richard Baxter, religioso britannico († 1691)
- 15 novembre - Veríssimo de Lencastre, cardinale e arcivescovo cattolico portoghese († 1692)
- 16 novembre - Guillaume Dumanoir, compositore e violinista francese († 1697)
- 24 novembre - Filippo Guglielmo del Palatinato, conte († 1690)

## Dicembre(5)
- 9 dicembre - Anne Carr, nobile († 1684)
- 14 dicembre - Carlo Lurago, architetto italiano († 1684)
- 15 dicembre - Carlo Cane, pittore italiano († 1688)
- 19 dicembre - Federico di Württemberg-Neuenstadt, duca († 1682)
- 30 dicembre - Carlo Rinaldini, matematico, ingegnere militare e filosofo italiano († 1698)

## Senza giorno specificato(41)
- Armand d'Athos, militare e agente segreto francese († 1643)
- Alfonso Boschi, pittore italiano
- Dionigi Bussola, artista, pittore e scultore italiano († 1687)
- Carlo Ludovico Clerici, II marchese di Cavenago, nobile e politico italiano († 1677)
- Gabriel Cossart, storico e religioso francese († 1674)
- Frederick Coyett, esploratore olandese († 1687)
- Lorentz Creutz, ammiraglio svedese († 1676)
- John Denham, poeta irlandese († 1669)
- Jean Deslions, teologo francese († 1700)
- Dionisio III di Costantinopoli, arcivescovo ortodosso greco († 1696)
- James Drummond, III conte di Perth, nobile scozzese († 1675)
- Antonio Pedro Sancho Dávila y Osorio, nobile spagnolo († 1689)
- Cornelis Galle il Giovane, incisore fiammingo († 1678)
- Denis Godefroy, storico francese († 1681)
- Gong Dingzi, scrittore e poeta cinese († 1673)
- Charles Howard, II conte di Berkshire, nobile inglese († 1679)
- Wendelin Hueber, compositore e organista austriaco († 1679)
- John Hutchinson, politico britannico († 1664)
- Juan de Jesús, francescano e mistico spagnolo († 1687)
- Giovanni de La Lande, gesuita, missionario e santo francese († 1646)
- Tanneguy Le Fèvre, filologo e traduttore francese († 1672)
- Jean Nocret, pittore francese († 1672)
- Catharina Peeters, pittrice fiamminga († 1676)
- Johann Rudolf Pfyffer von Altishofen, ufficiale svizzero († 1657)
- Lorenzo Raggi, cardinale e vescovo cattolico italiano († 1687)
- Francesco Ravizza, vescovo cattolico italiano († 1675)
- Antonio Ruggieri, pittore italiano
- Pietro Martire Rusca, vescovo cattolico, filosofo e scrittore italiano († 1674)
- Luigi di Savoia-Nemours, nobile francese († 1641)
- Friedrich von Schomberg, generale tedesco († 1690)
- Frans van Schooten, matematico olandese († 1660)
- Giovan Paolo Schor, pittore, scenografo e architetto austriaco († 1674)
- Dara Shikoh, scrittore persiano († 1659)
- Pieter Steenwijck, pittore e incisore olandese († 1660)
- Gilbert de Sève, pittore francese († 1698)
- Nicodemus Tessin il Vecchio, architetto svedese († 1681)
- Pieter van de Venne, pittore olandese († 1657)
- Pieter Verbruggen il Vecchio, scultore fiammingo († 1686)
- Hans Witdoeck, incisore, disegnatore e mercante d'arte fiammingo
- Giacomo Zanoni, botanico italiano († 1682)
- Fëdor Evtichievič Zubov, pittore, incisore e miniaturista russo († 1689)